# 诺顿·奇普曼
诺顿·帕克·奇普曼（1834年3月7日—1924年2月1日）是美国内战时期的军官、军事检察官、政治家、作家和法官。

## 生平

### 早年
诺顿·奇普曼出生于俄亥俄州的米尔福德中心，父母是佛蒙特州本地人诺曼·奇普曼和莎拉·威尔逊·奇普曼。诺顿·奇普曼年轻时随家人移居爱荷华州。他于1859年毕业于辛辛那提法学院，现并入辛辛那提大学。

### 军旅生涯
荷兰国际集团在南北战争期间应征加入了联邦陆军的爱荷华第二步兵团，奇普曼中校在战斗中英勇作战，几乎受了致命伤，被从战场带走，导致他的指挥官报告他死于多纳尔森堡战役。事实上，奇普曼确实活了下来，并在康复后于1862年被提升为上校。奇普曼和他的俄亥俄州伙伴尤利西斯·S·格兰特在多纳尔森堡战役中并肩作战，这是格兰特的第一次重大胜利。奇普曼后来被任命为亨利·韦杰·哈勒克将军和塞缪尔·瑞恩·柯蒂斯的幕僚。后来成了军法署署长的工作人员。

### 在哥伦比亚特区的生活
到1864年，他搬到了华盛顿特区，在陆军部副部长埃德温·M·斯坦顿手下工作。奇普曼成功起诉了亨利·沃兹上尉，他是南方臭名昭著的安德森维尔战俘营的指挥官，在那里有近13000名北方士兵丧生。由于对战俘的残忍和11起杀人案，沃兹于1865年被处以绞刑。奇普曼在他1911年出版的《安德森维尔的悲剧》一书中发表了他对著名的安德森维尔审判的回忆。
内战结束后，奇普曼被总统尤利西斯·S·格兰特任命为哥伦比亚特区的秘书，后来作为哥伦比亚特区的代表被选入国会，任期两届。
在担任共和国大陆军副官时，他收到了辛辛那提一位朋友的来信。这封信条建议美国效仿欧洲的习俗，为在军队服役期间死去的人装饰坟墓。奇普曼很喜欢这个主意，他决定把这一天推迟到春天的晚些时候，以确保有成熟的鲜花供应。因为那年的5月31日是星期天，所以他宣布1868年的5月30日为装饰日，这一天要装饰内战中阵亡士兵的坟墓。美联社在全国范围内发布了这一命令。装饰日后来变成了阵亡将士纪念日。
关于奇普曼下令创建阵亡将士纪念日的说法似乎源自1889年罗伯特·伯恩斯·贝斯撰写的《共和国大军史》，该书是在约翰·A·洛根将军去世三年后出版的。这是贝勒威尔和加德纳在《美国阵亡将士纪念日的起源》一书中认为杜撰的众多骗局之一。在他们的书中，贝勒威尔和加德纳注意到洛根在1866年7月4日对一群退伍军人讲话，提到了在那个春天发生的各种南方纪念。没有人，包括洛根夫人、玛莎·金博尔和诺顿·奇普曼(他们都声称自己是这个想法的发明人)在1868年告诉洛根这些纪念活动，因为他在两年前就已经知道了。实际上，贝斯暗示这一命令是南方习俗的一种采纳，因为这个节日“在南方各州普遍被遵守”。作为副官将军，奇普曼的名字和GAR的总司令洛根一起出现在他1868年发表在全国报纸上的著名的第11号命令上。然而，洛根从未认为奇普曼或其他任何人是这个想法的始创者。贝勒威尔和加德纳认为玛丽·安·威廉姆斯和乔治亚州哥伦布市的妇女纪念协会是这个节日的真正发起者，因为来自全国各地的大量同时代的证据证实了这一说法。
当格兰特在1868年当选总统时，奇普曼被邀请加入总统就职委员会。当时，奇普曼住在第一街和B街东南的拐角处。国会通过1871年《哥伦比亚特区组织法》后，奇普曼被任命为哥伦比亚特区秘书，实际上是继哥伦比亚特区市长之后的第二大地方官员。奇普曼在这个职位上呆了50天，直到爱德华·L·斯坦顿被任命为他的继任者。当时，奇普曼住在西北G街1725号，他最近成立了奇普曼律师事务所，位于西北第六街和F街。
奇普曼在1871年3月7日的共和党提名大会上说:“如果这里有人不想让自己的孩子上混合学校，他最好让他们离开哥伦比亚特区。”奇普曼在被人群中的某个人反复询问后发表了这一声明。考虑到共和党人为了不疏远温和派白人共和党人，通常会避免在学校融合问题上做出承诺，这一声明引起了不小的轰动。由于奇普曼与格兰特的友谊、名声的大众认可、在特区的长期居住以及他与特区政府的联系，大会决定提名奇普曼取代弗雷德里克·道格拉斯成为共和党提名的哥伦比亚特区第一任国会代表。在竞选活动中，共和党人支持长期居住在该地区的奇普曼，而不是民主党候选人理查德·T·梅里克，他们说梅里克在该地区没有房产。当奇普曼卖掉了他的房子并住在一家酒店时，这场争论产生了反效果，而梅里克实际上在该地区拥有房产。在4月的大选中，奇普曼赢得了15196票，而梅里克获得了11104票。共和党也赢得了该地区众议院22名代表中的15名。
奇普曼现在住在东南B街，他花了大量的时间在国会倡导该地区的公共工程计划。在他提交给国会的议案中，有一项是拨出250万英亩土地修建学校的议案，一项是拨出20万美元修建华盛顿纪念碑的议案，还有一项是在阿纳卡斯蒂亚河上修建一座新桥的议案，一项是改善华盛顿港的议案。当国会议员罗伯特·罗斯福尖锐批评该地区的公共工程委员会，称其充斥着欺诈和腐败时，奇普曼为该委员会进行了激烈的辩护，称罗斯福的指控是基于恶意提供的虚假信息和虚假账目。
1873年竞选连任时，他以12443票对7042票击败了前该地区市议员委员会成员，民主党人海因。
1874年，奇普曼提交了一份法案，要求将乔治城并入华盛顿特区，并按照华盛顿的街道命名惯例重新命名其街道。他还试图要求联邦政府为位于该地区的联邦建筑支付地区政府财产税。
1875年，国会废除了该地区的领土政府，包括奇普曼的代表职位。

### 晚年
1876年，奇普曼搬到了加州的雷德布拉夫，他在那里担任加州贸易委员会的成员，并最终成为该委员会的主席。1897年至1905年，他担任加州最高法院专员。最后，他被加州州长乔治·帕迪任命为新成立的加州第三地区上诉法院的首席大法官，他从1906年一直担任这一职务，直到1921年因健康状况不佳而辞职。
1924年2月1日，他在旧金山去世，享年89岁。他被安葬在密苏里州圣路易斯的贝尔方丹公墓。在萨克拉门托的加州第三地区上诉法院的图书馆里还有一个小纪念馆。奇普曼是美国最高法院任期第二长的首席法官。2006年4月，奇普曼的母校辛辛那提大学法学院的联邦党人协会正式授予奇普曼荣誉，并将其地方分会重新命名为“辛辛那提大学法学院诺顿帕克奇普曼联邦党人法律和公共政策研究协会”。

## 个人生活
奇普曼在密苏里州圣路易斯驻扎期间，于1865年与玛丽·伊莎贝尔·霍姆斯结婚。他们育有两个孩子：罗伯特·霍姆斯和爱丽丝·海伦。